# Consolida cornuta
Consolida cornuta är en ranunkelväxtart som först beskrevs av Hossain och P. H. Davis, och fick sitt nu gällande namn av Peter Hadland Davis. Consolida cornuta ingår i släktet åkerriddarsporrar, och familjen ranunkelväxter. Inga underarter finns listade i Catalogue of Life.